# 国际营养科学联合会
国际营养科学联合会（英語：International Union of Nutritional Sciences，缩写为IUNS）是世界各国营养科学团体组成的学术组织。